# Pokémon Brilliant Diamond và Shining Pearl
Pokémon Brilliant Diamond và Pokémon Shining Pearl là phiên bản làm lại của hai trò chơi điện tử nhập vai phát hành năm 2006 Pokémon Diamond và Pearl, dự kiến được phát hành cho hệ máy Nintendo Switch vào cuối năm 2021. Hai trò chơi được giới thiệu như là một phần của sự kiện Kỷ niệm 25 năm Pokémon, cùng với Pokémon Legends: Arceus. Tựa game được phát triển bởi ILCA, phát hành bởi The Pokémon Company, dưới sự chỉ đạo của Ueda Yuichi (ILCA) và Masuda Junichi (Game Freak), đạo diễn của loạt trò chơi gốc.

## Lối chơi
Lối chơi của Pokémon Brilliant Diamond và Shining Pearl đều tương tự như các trò chơi Diamond và Pearl gốc, thậm chí có thể so sánh với cả những bản làm lại trước đó như Omega Ruby và Alpha Sapphire. Được trình bày dưới góc nhìn thứ ba đẳng áp từ trên xuống, game cũng có phong cách hình ảnh riêng biệt.

## Bối cảnh

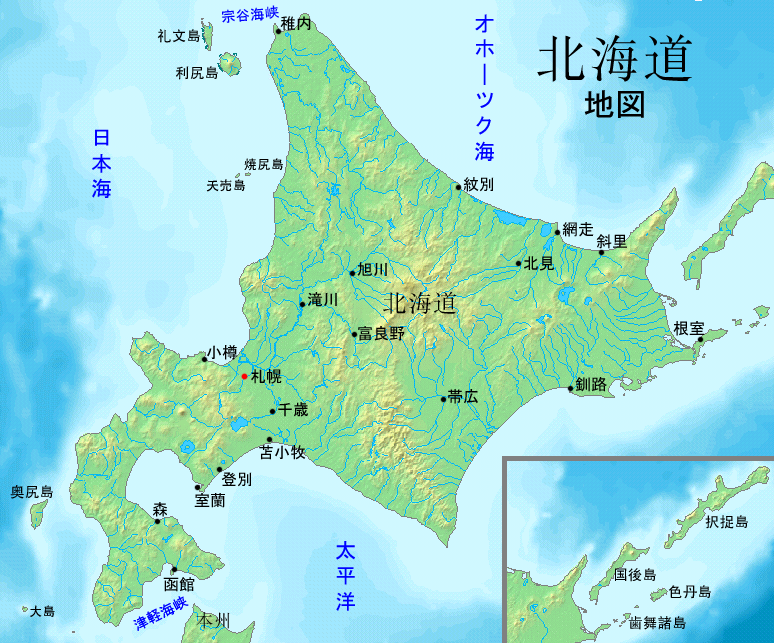
Vùng Sinnoh được lấy cảm hứng từ đảo Hokkaidō của Nhật Bản

Cũng như các trò chơi gốc, Brilliant Diamond và Shining Pearl lấy bối cảnh ở Sinnoh, một hòn đảo hư cấu được lấy cảm hứng đảo Hokkaidō của Nhật Bản.